# Color

Degradat de colors

El color és una propietat perceptiva causada per la llum quan aquesta interacciona amb l'ull, el cervell i la nostra experiència. La percepció del color es veu altament influïda per els colors adjacents en l'escena visual. El terme color també s'empra per a destacar la propietat dels objectes que creen aquestes sensacions. Tot cos il·luminat absorbeix una part de les ones electromagnètiques i reflecteix les restants. Les ones reflectides són captades per l'ull i interpretades en el cervell com a diferents colors segons les longituds d'ones corresponents.
L'ull humà només percep les longituds d'ona quan la il·luminació és abundant. Amb poca llum es veu en blanc i negre. A la superposició de colors llum (anomenada "síntesi additiva de color"), el color blanc resulta de la superposició de tots els colors, mentre que el negre és l'absència de llum. En la barreja de pigments (anomenada "síntesi sostractiva de color"), tant si es tracta de pintures, tints, tintes o colorants naturals per a crear colors, el blanc només es dona si el pigment o el suport són d'aquesta color, reflectint tota la llum blanca, mentre que el negre és resultat de la superposició completa dels colors cian, magenta i groc, una barreja que en certa manera aconsegueix absorbir totes les longituds d'ona de la llum.
La llum blanca pot ésser descomposta en totes els colors de l'espectre visible per mitjà d'un prisma (dispersió òptica). En la naturalesa aquesta descomposició dona lloc a l'arc de Sant Martí.
En l'art de la pintura, el disseny gràfic, el disseny visual, la fotografia, la impremta i en la televisió, la teoria del color és un grup de regles bàsiques en la barreja de colors per aconseguir l'efecte desitjat combinant colors de llum o pigment. El color negre es pot produir combinant els colors pigment: cian, magenta, groc; i mentre que combinant els colors llum: vermell, verd i blau es produeix el color blanc.
En resum la combinació dels colors pigment (cian, magenta, groc) sostreuen llum, com el seu nom indica, i s'obté el color negre. I la combinació dels colors llum (verd, vermell, blau) sumen llum, i s'obté el color blanc.

## Classificacions
La problemàtica del color és molt àmplia i pot ésser abordada des del camp de la física, la percepció fisiològica i psicològica, la significació cultural, l'art, la indústria, etc. El coneixement que tenim i hem adquirit sobre el color a l'escola elemental fa referència a el color pigment i prové de les ensenyances de l'antiga Acadèmia Francesa de Pintura, que considerava com a colors primàries el vermell, el groc i el blau (model de color RYB). Aquesta classificació no és aleatòria; els pintors, en aquell temps, es feien ells mateixos les pintures i partien d'uns pigments arreplegats en la natura; bàsicament terres de colors i algun vegetal. Les tres colors esmentades són les que més joc donaven al pintor. Hem de considerar, d'altra banda, que aquests pigments són components químics que a voltes reaccionen amb l'aglutinant, amb un altre pigment o en el suport on han estat aplicats. Per tant, s'havien de descartar els pigments poc estables.

## La física del color
| Color   | Longitud d'ona | Freqüència    |
| ------- | -------------- | ------------- |
| roig    | ~ 625-740 nm   | ~ 480-405 THz |
| taronja | ~ 590-625 nm   | ~ 510-480 THz |
| groc    | ~ 565-590 nm   | ~ 530-510 THz |
| verd    | ~ 520-565 nm   | ~ 580-530 THz |
| cian    | ~ 500-520 nm   | ~ 600-580 THz |
| blau    | ~ 450-500 nm   | ~ 670-600 THz |
| indi    | ~ 430-450 nm   | ~ 700-670 THz |
| violat  | ~ 380-430 nm   | ~ 790-700 THz |

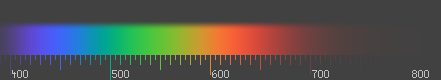
Espectre òptic continu

La radiació electromagnètica és una mescla de radiació de distintes longituds d'ona i intensitats. Quan aquesta radiació té una longitud d'ona compresa dins el rang visible dels humans (aproximadament de 380 nm a 740 nm), s'anomena llum. L'espectre de la llum és la seva descomposició en la radiació de les diferents longituds d'ona (o sigui, conèixer l'espectre de la llum provinent d'una font lluminosa és saber quina quantitat d'energia està radiant en cada longitud d'ona). L'espectre complet de la radiació provinent d'un objecte determina l'aparença visual d'eixe objecte, incloent-hi el color percebut. Com ara veurem, hi ha més diversitat espectral que sensacions de color, de manera que llums amb espectres diferents poden ésser percebudes per l'ull humà com un mateixa color. De fet, hom pot definir un color com el conjunt de tots els espectres que ens proporcionen la mateixa sensació de color.
Una superfície que reflecteix difusament la llum de totes les longituds d'ona per igual és percebuda com a blanca, mentre que una superfície que absorbeix totes les longituds d'ona i no en reflecteix cap ho serà com a negra.
El conegut espectre de l'arc de sant Martí conté totes aquells colors que consisteixen en llum visible de sols una longitud d'ona, l'espectre pur o colors monocromàtiques.
Les freqüències són aproximacions i venen donades en terahertz (THz). Les longituds d'ona, vàlides en el buit, en nanòmetres (nm).
La taula de color no s'ha d'interpretar com una llista definitiva; l'espectre pur dels colors és continu i el fet de partir-lo en distintes colors depèn de la cultura i dels gusts. Tanmateix, la intensitat de l'espectre de colors pot alterar la seva percepció considerablement. Per exemple, un taronja groguenc de baixa intensitat és marró i un groc verdós a baixa intensitat és verd oliva.

### Color dels objectes

Els discs taronja i bru tenen el mateix color objectiu i estan envoltats del mateix to de gris. Basant-se en les diferències de context les persones perceben el que hi ha al voltant amb diferents reflectàncies, i es poden interpretar els colors com a diferents categories de color.

El color d'un objecte depèn de les característiques físiques de l'objecte en el seu context ambiental i de les característiques de la percepció en l'ull i en el cervell. Físicament, els objectes tenen el color de la llum que és reflectida per la seva superfície, la qual normalment depèn de l'espectre lumínic i de la il·luminació incident, així com, potencialment, dels angles d'il·luminació i vista. Alguns objectes no sols reflecteixen la llum, també transmeten o emeten llum per si mateixos, la qual cosa contribueix també a el color. I la percepció de l'observador del color de l'objecte depèn no sols de l'espectre de la llum que emet la seva superfície, sinó també del context de colors, de manera que el color tendeix a ésser percebuda com a relativament constant: la qual és, relativament independent de l'espectre lluminós, l'angle de visió, etc. Aquest efecte és conegut com a constància del color.
- La llum que arriba a una superfície opaca es pot reflectir especularment, tal com fan els miralls, dispersar (això és, reflectida amb dispersió difusa) o absorbir; o combinacions d'aquestes.

- En els objectes opacs que no reflecteixen especularment, els quals acostumen a tenir superfícies rugoses, el color és determinada per les longituds de l'espectre visible que les dispersen més o menys (amb la llum que no es dispersa s'absorbeix i l'energia posteriorment emesa en forma de calor). Si els objectes dispersen totes les longituds d'ona de l'espectre visible, es perceben blancs. Si absorbeixen tota la llum visible, es perceben negres.

- Els objectes opacs que reflecteixen la llum especularment de diferents longituds d'ona amb diferents eficiències semblen miralls tenyits amb colors determinades per aquestes diferències. Un objecte que reflecteix una fracció de la llum incident i absorbeix la resta pot semblar negre, però també ésser lleugerament reflector; com per exemple els objectes negres recoberts d'esmalt o laca.

- Els objectes que permeten el pas de la llum al seu través s'anomenen translúcids (dispersen la llum transmesa) o bé transparents, si no dispersen la llum emesa. Si també absorbeixen o reflecteixen la llum de diverses longituds d'ona diferencialment, es perceben tenyits amb una determinada color per la natura d'aquesta absorció.

- Els objectes poden emetre llum generada per ells mateixos (emissors primaris), de manera contrària a la reflexió com a font secundària. A causa de la seva temperatura elevada, s'anomenen incandescents, com a resultat de certes reaccions químiques, un fenomen anomenat quimioluminescència, o per altres raons.

- Els objectes poden absorbir la llum i, aleshores, tornar-la a emetre amb diferents propietats. S'anomenen llavors fluorescents (si la llum s'emet només mentre la llum s'absorbeix) o fosforescents (si la llum s'emet després que la font primària d'il·luminació s'apaga; aquest terme és també aplicat a la llum emesa deguda a reaccions químiques.

Resumint, el color d'un objecte és un resultat complex de les propietats de la seva superfície, les seves propietats de transmissió de la llum i les seves propietats d'emissió; totes aquestes contribueixen a barrejar les longituds d'ona de la llum que abandona la superfície de l'objecte. El color percebut es troba condicionat per la naturalesa de la il·luminació ambient, i per les propietats de color dels altres objectes pròxims, mitjançant l'efecte conegut com a constància del color i per altres característiques de percepció del cervell i de l'ull.

### La percepció del color en els éssers vius
Els éssers vius percebem els diferents colors gràcies a l'expressió de tres gens diferents en les cèl·lules de la retina, coneguts com a cons. Cadascun d'aquests gens codifica una proteïna en combinació amb altres substàncies que reben en diferents freqüències.
Cada tipus de con expressa solament un dels tres gens. Existeixen proves que confirmen que l'aparició d'aquest tercer gen va ésser deguda a una mutació que va duplicar un dels dos originals, i en mutà posteriorment la còpia.
La retina conté, doncs, tres tipus de cèl·lules fotosensibles, o cons. Un tipus relativament distint de les altres dues és responsable de la percepció dels colors violeta, amb longituds d'ona vora els 420 nm. Els cons d'aquest tipus sovint s'anomenen cons d'ona curta o cons S o, de manera errònia, cons blaus. Els altres tipus estan estretament relacionats genèticament i química. Un d'aquests, sovint anomenats cons d'ona llarga, cons L'' o, erròniament, cons vermells, és més sensible a la llum que percebem com a verd groguenc, amb longituds d'ona al voltant dels 564 nm; l'altre tipus, anomenats cons d'ona mitjana, cons M o, erròniament, cons verds, és més sensible a la llum percebuda com a verd, amb longituds d'ona vora els 534 nm.
La corba de resposta com a funció de l'ona per cada tipus: a causa de la sobreexposició de les corbes, alguns valors tristimulus no ocorren en qualsevol combinació lumínica. Per exemple, no és possible estimular solament els cons d'ona mitjana; qualsevol dels altres dos tipus de cons resulten inevitablement afectats en algun grau alhora. La combinació de tots els possibles valors de tristimulus determina l'espai de colors humans. S'ha estimat que els humans són capaços de diferenciar deu milions de tons cromàtics diferents.
L'altre tipus de cèl·lules fotosensibles de l'ull, els bastons, tenen una corba de resposta diferent. En situacions normals, quan la llum lluu amb intensitat suficient estimula fortament els cons, llavors els bastons no juguen virtualment cap rol en la visió. D'altra banda, en la llum tènue, els cons són subestimats i deixen només el senyal dels bastons, que resulta en una resposta en blanc i negre. Demés, els bastons són pobrament sensibles a la llum en l'espectre del vermell. En certes condicions d'il·luminació, la resposta dels bastons i una resposta dels cons dèbils pot resultar en discriminacions de color que no s'aconsegueix diferenciar correctament.
Sense importar la seva composició i intensitat de les diferents longituds d'ona, el color es redueix per l'ull en tres components principals. Per cada localització al camp visual, a la retina, els tres tipus de cons cedeixen tres signes basats en l'extensió en què és estimulat. Aquests valors s'anomenen sovint valors de tristimulus.
Molts mamífers d'origen africà, com l'ésser humà, comparteixen aquestes característiques genètiques descrites: és per això que es diu que tenim percepció tricròmica. No obstant això, els mamífers d'origen sud-americà solament tenen dos gens per a la percepció del color.
En general, els mamífers no solen diferenciar bé els colors; les aus, en canvi, sí; tot i que solen tenir preferència per els colors vermelloses. Els insectes, per contra, solen tenir una millor percepció dels blaus, i fins i tot dels ultraviolats. Per regla general, els animals nocturns veuen en blanc i negre.
Algunes malalties com el daltonisme i l'acromatòpsia impedeixen diferenciar bé els colors.

Representació del cervell humà amb les zones normalment dedicades a la visió. En verd, el corrent visual dorsal (verd) i el corrent ventral (porpra). El corrent ventral és responsable de la percepció del color.

### Color al cervell
Mentre els mecanismes del color de la visió al nivell de la retina estan ben descrits en termes de valors de tristimulus, el processament del color després d'aquest punt s'organitza diferentment. Una teoria dominant de la visió del color proposa que la informació del color es transmet a fora de l'ull mitjançant tres vies, o canals oponents, cadascun construït a partir de la informació en brut dels cons: el canal verd-vermell, el canal blau-groc i el canal blanc-negre o canal d'il·luminació. Aquesta teoria ha rebut proves de la neurobiologia i disposa, per a l'estructura, de l'experiència cognitiva del color. Això, específicament, explica per què no podem percebre el "verd vermellós" o el "groc blavós" tal com prediu la roda de color: és la col·lecció de colors per les quals almenys un dels dos canals de color pren un valor en un dels seus extrems.
La naturalesa exacta de la percepció del color més enllà del seu processat cognitiu ja descrit, i ben segur l'estat del color com a representació de la mateixa "percepció del món", és un tema en contínua disputa i controvèrsia filosòfica i científica.

## Propietats dels colors
Per definir empíricament un color es recorre, de forma general, a tres propietats: el to, la saturació i la lluminositat. (HSV)
- To: és el tipus de color, és a dir, la idea inicial que hom té d'un determinat color en observar-lo (vermell, groc, blau, taronja...). Ve determinat per la longitud d'ona i la seva funció és situar-lo en el seu lloc a l'espectre. Tons són tots els colors del cercle cromàtic; primaris, secundaris i intermedis. Quan ens movem a l'esquerra o a la dreta al cercle cromàtic es produeix un canvi de to.[3]
- Saturació: és la puresa que té una color. Mesura la quantitat de llum blanca, pel que la mesura, també, de totes les altres longituds d'ona. Per canviar la saturació d'un color s'ha de barrejar amb el seu complementari i, d'aquesta manera, s'obté l'escala de saturació o de grisos. Un exemple seria el rosa, que és un vermell poc saturat, amb una forta barreja de llum banca.

- Lluminositat: amb la luminància es defineix com és de clar o fosc un color. És un concepte subjectiu influenciat per dos fenòmens objectius i independents. Per tal de realitzar una escala de clar-obscur hem de tenir en compte que no tots els colors tenen la mateixa lluminositat. Per exemple, en una escala de l'1 al 10, el groc estaria en el número 9, el verd en el 6 i el blau en el 4.[4]

## Barreges de color: additiva, sostractiva i partitiva

### Barreja additiva (colors primàries llum)
Els colors primàries llum són el vermell, el verd i el blau. Aquestes colors s'utilitzen, sobretot, en aparells que combinen la llum emesa per diferents focus lluminosos per a crear la sensació de colors diverses. La mescla additiva de vermell i verd dona groc. La barreja de verd i blau dona tons de cian, i si es mescla vermell i blau s'obté el to magenta. La barreja en proporcions iguals de primaris additius dona tons de gris. Quan totes tres colors estan saturades del tot, el resultat és el blanc. L'espai de color generat s'anomena RGB (Red, green, blue, és a dir "vermell, verd i blau" en anglès).

### Barreja sostractiva (colors primàries pigment)
Els colors primàries pigment són les que provenen de la reflexió de les ones lluminoses damunt dels objectes i s'empren sobretot en pintura i en impremta, perquè en aquestes disciplines els colors, generalment, no s'obtenen mesclant llums sinó barrejant pigments.
En aquest cas, les primàries són el groc, el magenta i el cian. Si combinem magenta i cian, obtenim blau. De la barreja de cian i groc, en traiem el color verd. I la mescla de groc i magenta dona vermell. Combinant-les totes tres, teòricament, s'obté el negre per suma subtractiva.
Amb tot, el negre que en teoria s'obté de la barreja dels tres primàries és costós i de qualitat dubtosa (perquè la superposició i l'opacitat mai no són perfectes). És per això que, en impremta, sovint s'empra un color negre addicional (vegeu CMYK).
Si ens fixem amb atenció en els dos cercles cromàtics, observarem que les primàries llum són les secundàries pigment i que les primàries pigment són les secundàries llum.

### Barreja partitiva
Aquesta barreja es diferencia de les altres en el fet que el color resultant, la barreja el nostre cervell. Si mirem de prop una fotografia en color d'un diari, podem veure que el que ens pareix una color plana, en realitat són punts de diferents colors. La quadricromia, o els quadres puntillistes de l'impressionisme, en serien un exemple.

Barreja de colors additiva
Barreja de colors sostractiva
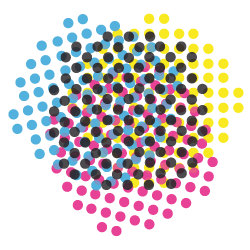
Barreja de colors partitiva

## Cercle de colors
Encara que els dos extrems de l'espectre visible, el vermell i el violat, són diferents en longitud d'ona, del punt de vista visual tenen algunes similituds. Newton va proposar que la banda recta de colors espectrals es distribuïssin en una forma circular unint els extrems de l'espectre visible. Aquest va ésser el primer cercle cromàtic, un intent de fixar les similituds i diferències entre els diferents matisos de color. Molts estudiosos van admetre el cercle de Newton per a explicar les relacions entre les diferents colors. Els colors que estan juntes corresponen a longitud d'ona similar. Si fem passar la llum blanca per un prisma, es descompon en les set colors de l'espectre visible, aquest fenomen es produeix en la natura quan els rajos de llum travessen les gotes d'aigua, i actuen aquestes com un prisma i descomponen la llum, formant l'arc de Sant Martí.
El blanc i el negre no poden considerar-se colors i, per tant, no apareixen en un cercle cromàtic. El blanc és la presència de totes els colors i el negre n'és l'absència total. No obstant això, el negre i el blanc, en combinar-se, formen el gris, el qual també es marca en escales. Això forma un cercle propi anomenat cercle cromàtic en escala de grisos o cercle de grisos.
Per a representar totes les propietats dels colors, no és suficient utilitzar un model en dues dimensions, cal utilitzar una figura en tres dimensions, on es puguin incloure'n totes les propietats com són tonalitat, saturació i lluminositat.

### Colors primaris
D'un punt de vista teòric, un cercle cromàtic de dotze colors estaria format pels tres colors primaris; entre aquestes, se'n situarien els tres secundaris i entre cada secundari i primari el terciari que s'origina de la seva unió. Així, en activitats de síntesi additiva, es poden distribuir els tres primaris, cian, magenta i groc separats en el cercle; enmig entre cada dos primaris, el secundari que formen aquests dos; entre cada primari i secundari, es posaria el terciari que s'origina en la seva barreja. Així, tenim un cercle cromàtic de síntesi additiva de dotze colors. Es pot fer el mateix amb els tres primari de síntesi sostractiva i arribaríem a un cercle cromàtic de síntesi sostractiva, on els colors primaris són el cian, el magenta i el groc.

### Colors secundaris
Al mig dels tres colors primari, tenim els tres colors secundaris, que en barreja additiva són el cian, el magenta i el groc (CMY). En la barreja sostractiva, els colors secundàries són el vermell el verd i el blau (RGB). Si ens fixem bé, ens adonem que els colors primaris en la barreja additiva són els secundaris en la barreja sostractiva, i al contrari, els colors primaris en la barreja sostractiva són els secundaris en la barreja additiva.

### Colors terciaris
Per a completar les dotze colors de la roda de color, els colors terciaris són els que estan situats al mig d'un color primari, i els resultants de barrejar un color primari amb un color secundari adjacent.

### Colors elementals
Els vuit colors elementals corresponen a les vuit possibilitats extremes de percepció de l'òrgan de la vista. Les possibilitats darreres de sensibilitat de color que és capaç de captar l'ull humà. Aquestes resulten de les combinacions que poden realitzar els tres tipus de cons de l'ull o, el que és el mateix, les possibilitats que ofereixen de combinar els tres primaris. Aquestes vuit possibilitats són els tres colors primaris, els tres secundaris que resulten de la combinació de dos primaris, més els dos colors acromàtics, el blanc que és percebut com la combinació dels tres primaris (síntesi additiva: colors llum) i el negre és l'absència dels tres colors.
|         |      |      |      |      |         |       |       |  |  |
| Vermell | Verd | Blau | Groc | Cian | Magenta | Blanc | Negre |  |  |
|         |      |      |      |      |         |       |       |  |  |

### Colors complementaris
En el cercle cromàtic, s'anomenen colors complementaris o colors oposats als parells de colors situats diametralment oposats en la circumferència, units pel seu diàmetre. En situar junts i no barrejats colors complementaris, el contrast que s'aconsegueix és màxim.
La denominació complementari depèn en gran manera del model de cercle cromàtic emprat. Així, en el sistema RGB (de l'anglès Red, Green, Blue, 'vermell', 'verd', 'blau'), el complementari del color verd és el color magenta, el del blau és el groc i el vermell el cian. En el model de color RYB (Red, Yellow, Blue = 'vermell, groc, blau') que és un model de síntesi sostractiva de color, el groc és el complementari del violeta i el taronja el complementari del blau. Avui en dia, els científics saben que el conjunt correcte és el model CMYK, que utilitza cian en lloc del blau i magenta en lloc del vermell.
En la teoria del color, es diu que dos colors es denominen complementaris si, en ésser barrejats en una proporció donada, el resultat de la barreja és un color neutral (gris, blanc, o negre).

## Contrasts de color
Johannes Itten (1888-1967), pintor, pedagog artístic i mestre de la Bauhaus, va definir set contrasts de color en el seu llibre The Art of Color. És el més simple dels set contrasts, consisteix a utilitzar un mínim de tres colors ben diferenciats, ben saturats i oposats. El contrast més fort l'aconseguim amb els tres colors primaris, el blanc i el negre. A mesura que ens allunyem dels tres colors primaris, disminueix la força del contrast de colors en si.

### Contrast de clar-fosc
Aquest contrast consisteix a utilitzar la mateixa tonalitat de color, amb diferent lluminositat.

### Contrast de càlid-fred
El color més càlid és el roig i el color més fred és el blau-verd. El groc i el carabassa, el vermell i el violat-vermell són considerats colors càlids, i el groc verdós, el verd, el blau, l'indi i el violat són considerats colors freds. S'ha d'utilitzar un color càlid i un de fred, que tinguin el mateix valor de lluminositat. El mateix color violat apareix com a color càlid si el contrastem amb el blau, i com a color fred si el comparem amb el vermell.

### Contrast de complementàries
Si utilitzem dos colors oposats en la roda de color, tenim el contrast més fort de to, el contrast de complementaris. El contrast de complementaris crea un límit vibrant entre els dos colors. En lletres, dificulta la seva lectura del tot.

### Contrast simultani
Per contrast simultani, entenem l'efecte que ens produeix un color poc saturat al costat d'un color pur. El nostre ull intenta convertir-lo en el seu complementari. Així, un mateix color neutre, el podem percebre diferent, en funció del color que té al seu voltant.

### Contrast de qualitat
És el contrast que es percep d'un color pur i saturat, al costat d'un altre poc saturat. Conservant la mateixa lluminositat i la mateixa tonalitat. El contrast de quantitat consisteix a utilitzar més o menys quantitat d'un color per a aconseguir un determinat efecte. Utilitzats amb la mateixa proporció, hi ha colors que destaquen sobre d'altres, Goethe va fer unes relacions numèriques de cada color. Els valor que correspon al groc és 9, al taronja 8, al vermell 6, al violat 3, al blau 4 i al verd 6.

## Efectes psicològics dels colors
Els diferents colors ens produeixen sensacions, moltes d'aquestes de manera natural, i d'altres les hem apreses culturalment i no són les mateixes per als països occidentals que per als països orientals.
BlancEl blanc simbolitza la puresa, la innocència, la netedat. Encara que no se li associa cap concepte negatiu en la cultura occidental, en les cultures orientals, significa la mort.
BlauEl color blau és el que més persones defineixen com el seu color preferit. És el color del cel, de la mar, de l'aigua, de la llunyania. Culturalment, s'associa amb el fred. Té un efecte relaxant. Es diu que el color més fred és el blau verdós.
GrocÉs el color del sol, de l'or i també del sofre. És un color molt lluminós i, per una banda, ens produeix alegria i diversió, però també s'associa amb la traïció, amb l'enveja i amb la gelosia.
NegreEl negre és el color de la foscor, de la nit. En la cultura occidental, s'associa a la mort, al dol, al misteri i a l'ocult. D'altra banda, és el color que representa l'elegància, el poder. El negre és l'absència de color.
PorpraEl color porpra era el color més car d'aconseguir, s'extreia a partir d'uns mol·luscs, i n'era necessària una gran quantitat. Era el color quasi exclusiu de la reialesa i les celebracions religioses. L'associem amb el poder, la reialesa. És un color que es troba poc en la natura.
TaronjaÉs el color de la diversió i del budisme. Agafa propietats dels colors que el formen (vermell i groc), però més suavitzades. S'associa amb la festa, la seguretat, l'excitació i la joventut.
VerdEl color verd és el color de la natura. S'associa amb l'equilibri, amb la natura i amb l'esperança. És un color que ens calma, relaxa i fa baixar la tensió arterial.
VermellÉs el color de la sang, del foc i de la vitalitat. Representa la passió, la sexualitat i l'erotisme. És un color excitant, dinàmic. Es diu que fa pujar la tensió arterial; com aspecte negatiu, pot conduir a l'agressivitat.

## Models de color
Un model de color és un model matemàtic abstracte que descriu la manera en què els colors poden ésser representades com a conjunts de números, normalment tres o quatre valors o components de color. A continuació, tenim una llista de models o sistemes que descriuen maneres de modelar els colors.

### Model de color RGB

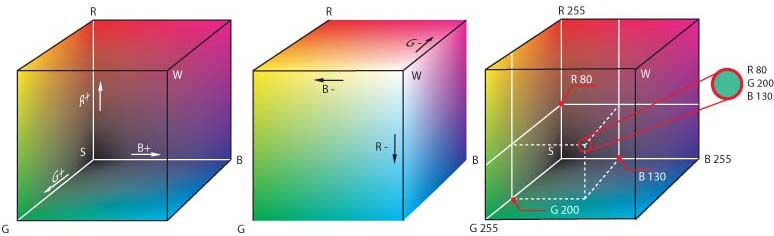
Representació de les colors RGB

El model de color RGB (red, green, blue) és un model de color basat en la síntesi additiva, en què es representen els colors mitjançant les tres colors llum primàries (verd, vermell i blau) amb un valor per cadascuna d'aquestes d'entre 0 i 255, on 0 és l'absència de color i 255 és el color amb màxima intensitat. És la que s'utilitza en els monitors i televisors. Per a representar aquest sistema de color en la web, s'utilitza la codificació hexadecimal, on cada color és representada per 2 dígits que van del 0 al 9 més les lletres a, b, c, d, e, f, que representen els valors 10, 11, 12, 13, 14 i 15, respectivament. La correspondència entre la numeració hexadecimal i la decimal és donada per la fórmula següent:
decimal = primera xifra (hexadecimal x 16) i segona xifra (hexadecimal)
La intensitat màxima n'és ff, que correspon a {\displaystyle 15\times 16+15=255} en decimal, i la nul·la n'és 00, que equival a 0 en decimal. D'aquesta manera, qualsevol color és definida per tres parells de dígits. Així, per exemple, el blanc (255, 255, 255) en hexadecimal és "#ffffff" i el verd (0, 255, 0) en hexadecimal és "#00FF00".

### Model de color HSV

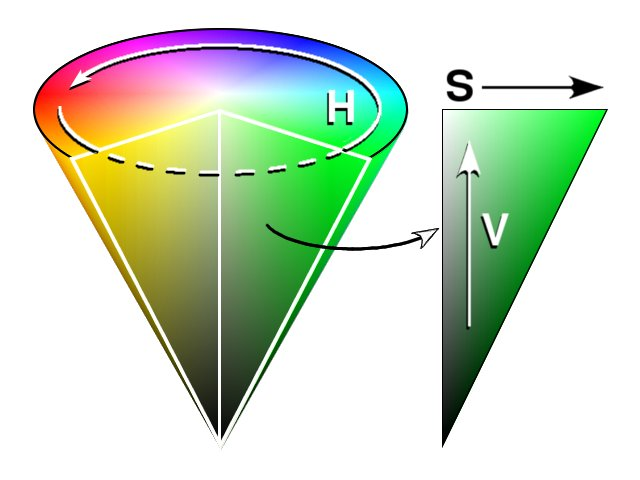
Con de colors de l'espai HSV

En el sistema de color HSV (Hue, Saturation, Value), es defineixen els colors donant un valor del 0 al 100 a cada una de les seves propietats.
TonalitatEl tipus de color (vermell, groc, blau, taronja...), segons la posició que ocupa en la roda de color, en valors del 0 al 360; així, el vermell és 0 el groc és 60, i el 180 és el cian, i el magenta és el 300.
SaturacióÉs la quantitat de croma o puresa de color els valors van de 0 (blanc) al 100, on el color és completament saturada o pura.
ValorRepresenta la lluminositat d'una color. Els seus valors van del 0 al 100, on 0 és una color sense lluminositat (negre) i 100 és una color lluminosa.

### La Comissió Internacional d'Il·luminació (Commission internationale de l'éclairage)
L'any 1931, la Comissió Internacional d'Il·luminació (CIE) va crear el model de color CIE 1931 XYZ, en què els colors no es representen per una figura geomètrica, sinó amb coordenades.
El 1976, es va definir el model de color CIE 1976 Lab, que com tots els sistemes de colors de la CIE, separa la luminància de la crominància.
El model de color LAB separa la lluminositat del color, i es representen: 
El component L* és la lluminositat, que va de 0 (negre) a 100 (blanc).
El component a* representa la gamma d'eixos vermell (valor positiu) → verd (negatiu) passant pel blanc (0) si la lluminositat val 100.
EL component b* representa la gamma d'eixos groc (valor positiu) → blau (negatiu) passant pel blanc (0) si la lluminositat val 100.
Aquest sistema de color assegura la coherència de els colors independentment del dispositiu (monitor, impressora, etc.); s'utilitza com a pas intermedi en la conversió entre RGB i CMYK.

### Model de color RYB
El model de color RYB (Red, Yellow, Blue = 'vermell, groc, blau') és un model de síntesi sostractiva de color igual que el model CMYK. Ara com ara, sabem que aquest model no és correcte, però així i tot és un model que s'usa comunament en belles arts. En aquest model, el verd és una mescla de blau i el groc. El groc és el complementari del violeta; i el taronja, el complementari del blau. Avui en dia, els científics saben que el conjunt correcte és el model CMYK, que usa el cian en lloc del blau i magenta en lloc del vermell.

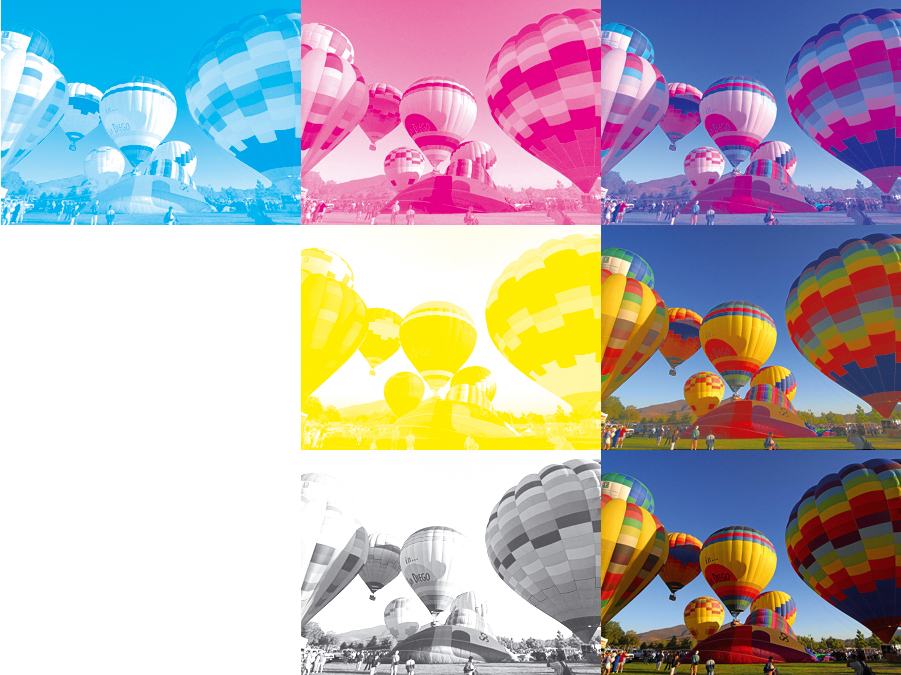
Procés de formació de la imatge en color en el sistema subtractiu CMYK:
1a fila: Cian; Magenta; Cian+Magenta.
2a fila: Groc; Cian+Magenta+Groc.
3a fila: Negre; Cian+Magenta+Groc+Negre.

### Model de color CMYK
El model CMYK (Cyan Magenta Yellow Black) és un model de color de síntesi sostractiva, que utilitza com a colors primàries el cian, magenta, groc i negre. S'utilitza en tot el que va destinat a còpia impresa. És el model que s'utilitza en la impressió i utilitza els colors cian (C) magenta (M) groga (Y) i negra (K). Els valors van del 0 % al 100 % per a cada una de les tintes.

### Model de color NCS®
El model de color NCS (Natural Color System) és un model de color definit pel Scandinavian Colour Institute. És un model de color que descriu els colors tal com els veiem.
Les notacions NCS descriuen les propietats purament visuals del color i no tenen res a veure amb la barreja de pigments, corbes, etc.
El sistema NCS s'inicia amb sis colors elementals, que són percebudes pels éssers humans com a pures. Aquestes sis colors elementals corresponen a la percepció del color en el nostre cervell.
Les quatre colors elementals cromàtiques són de color groga (Y), vermella (R), blava (B) i verda (G), i les dues colors elementals no cromàtiques que són blanca (W) i negra (S).

### Cartes de colors
El sistema més utilitzat en les arts gràfiques és el sistema Pantone®; consisteix en una carta de colors normalment utilitzades en forma de tintes planes; assegura la reproducció exacta de els colors. Altres cartes de colors són Focoltone Colour System, Truemax Swatching System, i RAL.

### Espais de color estudiats per a la televisió
- YUV, utilitzat per PAL i recentment per NTSC.
- YIQ, històricament utilitzat per NTSC.
- YDbDr, utilitzat pel SECAM.

## Principals teòrics
La teoria del color ha sigut estudiada per diferents científics, físics, matemàtics, pintors, filòsofs, i poetes al llarg de la història. Les seves aportacions han servit per consolidar una teoria que és aplicada a tots els àmbits. Entre els principals teòrics, destaquen el matemàtic, físic i filòsof anglès Isaac Newton i el poeta i dramaturg alemany Johann Wolfgang von Goethe.
Newton estableix les bases científiques de la teoria del color, la qual mancava de bases quantitatives i experimentals, a través de la teoria sobre la divisió de la llum blanca en rajos inalterables corresponents a colors simples. Goethe crea les bases i condicions per obrir la subjectivitat del color i estableix les dimensions psicològiques, sensibles i morals del color.

### Newton

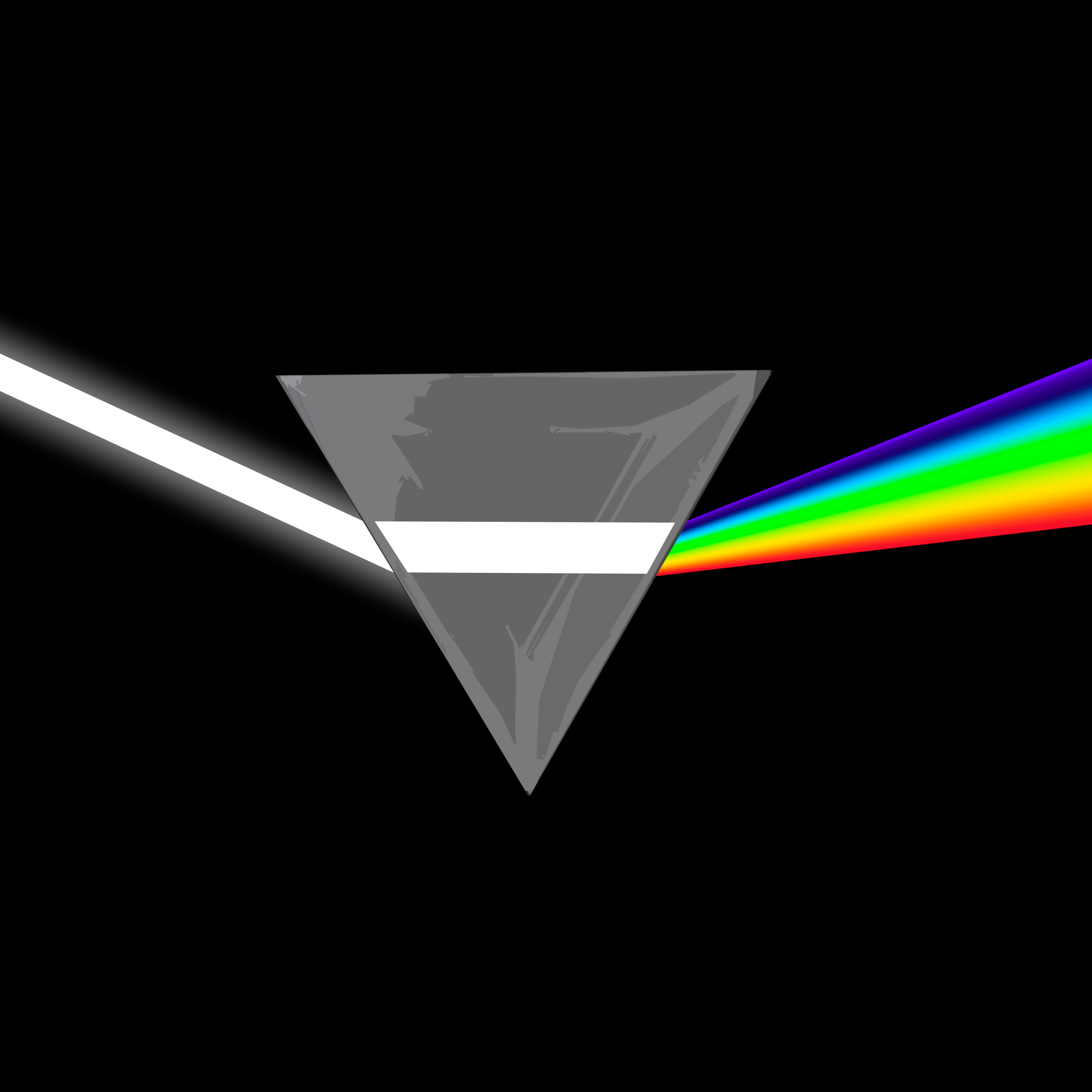
Experiment dels prismes triangulars d'Isaac Newton que estudia la refracció de la llum realitzat l'any 1966.

La teoria de la llum del matemàtic, físic i filòsof anglès Isaac Newton es remunta al segle XVII amb el desenvolupament del telescopi, el qual necessitava incrementar la seva potència sense haver d'augmentar la distància focal i evitar la producció d'aberracions cromàtiques de les pròpies lents. L'any 1671 Newton crea el seu telescopi de reflexió, establint així l'únic model que evitava l'aberració cromàtica abans de la posterior invenció de les lents acromàtiques. Aquest aparell l'havia estat confeccionant durant les seves investigacions que mantenia des de mitjans de la dècada de 1660 sobre la refracció de la llum i la llum blanca com a resultat de la suma dels colors primaris.
L'any 1966 va concentrar grans avanços en les lleis del moviment i càlcul i va ser llavors quan va realitzar el famós experiment dels prismes. Un experiment per poder estudiar la refracció de la llum que consistia en deixar entrar una quantitat convenient de llum en una habitació fosca per tal que aquests rajos de sol passessin per un prisma triangular i que es refractés els colors en la paret oposada. Aquests prismes eren uns instruments que s'utilitzaven fins llavors per crear il·lusions òptiques i com a forma d'entreteniment, Newton va aconseguir-los a la fira de Sturbridge. Les seves nombroses proves i assajos d'aquest experiment queden recollides en un primer manuscrit titulat Of Colours (1666) i que també inclouria, posteriorment, a la reconeguda carta a Oldenburg amb el títol A new theory about light and colours (1672) on desenvoluparia el seu descobriment en la forma de l'espectre que es generava a partir de la refracció de la llum a través del prisma triangular. Les teories existents d'aquell moment il·lustraven que la forma d'aquest espectre era circular, mentre que l'espectre observat per Newton era oblong.
En un d'aquests experiments, va afegir un segon prisma sometent als rajos una segona refracció amb la que va demostrar la inalterabilitat dels colors bàsics o primaris, un experiment que agafaria molta importància en el text de 1672 i posteriorment al seu extens tractat de 1704 amb el títol Opticks, assentant així la teoria sobre la divisió de la llum blanca en rajos inalterables corresponents a colors simples i, per tant, la teoria del color, la qual mancava de bases quantitatives i experimentals fins llavors.
Newton troba en el raig de llum, la representació geomètrica de la línia recta com una forma de representar aquest fenomen. I defensa que els colors són propietats originals i connaturals de la llum. L'experiment de la divisió de llum blanca al passar pel prisma descobreix la seva verdadera naturalesa: la llum del sol és una mescla de rajos de diferent color. Per tant, el concepte “color” correspon al grau de refracció o refrangibilitat diferent dels rajos de llum quan es desvien al passar pel prisma. Gràcies a ell sabem que la llum blanca està formada per colors i que cada color en l'espectre està associat amb una longitud d’ona. El descobridor de la llei de la gravetat universal va mostrar com la fragmentació de la llum en un prisma de vidre es descomponia en els següents sis colors: verd, groc, blau celeste, blau violaci, vermell porpra i vermell ataronjat,
Tot i semblar assentar aquesta teoria del color i la llum, Isaac Newton va rebre nombroses crítiques on posaven en dubte els seus experiments. Entre els seus nombrosos opositors van destacar: Robert Hooke, tot i reconèixer algunes de les seves investigacions va contradir-lo defensant la difracció de colors sense la necessitat de fer ús de la refracció; Francis Lane, Josh Gascoine i Anthony Lucas pels seus resultats diferents al replicar l'experiment; Edme Mariotte que va publicar De la Nature des couleurs com oposició directa als pensaments del físic anglès; Christiaan Huygens, el qual va refusar l'explicació per la formació dels colors, etc. Isaac Newton publica com a resposta a aquest debat, el seu notable tractat Òptica o Tractat de les reflexions, refraccions, inflexions i colors de la llum.

### Goethe, l'opositor de Newton
A Isaac Newton no li van faltar crítics a la seva teoria de la llum i composició dels colors: el poeta i dramaturg alemany Johann Wolfgang von Goethe va ser un dels seus màxims opositors posant en dubte la seva òptica i la seva manera de concebre la ciència. Goethe critica la teoria newtoniana i difereix radicalment de les conclusions de Newton sobre la llum i el color. L'escriptor alemany va estudiar les modificacions fisiològiques i psicològiques que l'ésser humà reacciona davant l'explosió dels colors. La seva investigació va ser la pedra angular per l'actual psicologia del color, tot i que amb el seu llibre "Theory of Colors" va fracassar en intentar refutar la teoria d'Isaac Newton sobre la refracció de la llum blanca dels colors.
Tot i ser reconegut per la seva obra artística va desenvolupar una activitat científica molt notable. Entre 1790 i 1810 Goethe va treballar intensament amb la seva teoria dels colors que quedaria recollida en el llibre Zur Farbenlehre. Aquest estudi està dividit en tres parts: la part didàctica, en la que exposa la major part de les seves idees; la part polèmica, en la que s'oposa i desmunta la teoria newtoniana i la seva òptica; i la part històrica, un recorregut per diferents escrits i documents sobre la llum i els colors.
Goethe classifica els colors en fisiològics, físics i químics per tal de dividir-los d'una òptica fruit d'una disciplina de fenòmens objectius reduïts a principis matemàtics centrada en només els colors físics. Goethe investigava els colors i volia descriure les seves qualitats i la seva essència, quan i en quines condicions sorgien, com els veiem i com ens afecten. Focalitza la importància en els colors fisiològics, els quals els genera l'ull humà a través de la retina que produeix efectes cromàtics i al tancar els ulls distingim flaixos de colors recent vistos. Per tant, considera l'ull com “fill de la llum afí al sol” i associa l'òrgan amb la principal font de lluminositat com a possibilitat de coneixement, idea que ens recorda a Plató. Plató reflexiona que els colors són pures sensacions subjectives, impossibles d'accedir mitjançant l'intel·lecte. Segons Goethe, l'ésser humà és l'instrument més precís i manifesta el seu desacord en observar els objectes des d'un punt de vista científic i, per tant, s'oposava al què Newton entenia com a experiment. El poeta alemany va basar tota la seva teoria en l'home com a observador, fent-lo partícip de l'experiment. Tot acte d'observació és en sí un acte de teoria. Goethe creia que la percepció sensorial era important i que ens servia d'enllaç amb el món i ens aporta coneixement sobre aquest. Les seves investigacions es limitaven a la realitat que podem veure i sentir. Segons el mètode científic de Goethe: els colors s'han de descriure allí on els observem, per això insisteix que nosaltres mateixos som part de l'experiment.
Després es troben els colors físics, que són aquells generats per la llum quan travessa un mitjà de diferent densitat: l'aigua, el vidre o els propis prismes. La constant observació de Goethe es tradueix en els colors diòptrics, els quals apareixen en determinats fenòmens atmosfèrics com el cel en les primeres i últimes hores del dia.
Finalment, exposa els colors químics que també anomena corporals, materials o permanents pel fet que es poden originar, fixar i comunicar a altres objectes de manera persistent.
Newton havia deduït que els colors estaven continguts només en la llum. Però Goethe va veure a través del prisma que els colors només sorgien entre el límit entre llum i obscuritat. És el conjunt de la llum i la foscor, el què crea els colors. La llum és invisible i només es fa visible quan xoca amb la matèria. En la percepció de la realitat, espai i matèria són inseparables. El mateix passa amb la llum i la foscor, les quals formen una parella d'oposats. Goethe la va anomenar la polaritat de la llum i l'obscuritat. Aquest contrast va fascinar a Goethe i el va portar a l'estudi exhaustiu de la trobada entre llum i obscuritat i el naixement dels colors. Veiem que la polaritat de la llum i la foscor es transforma en la polaritat del color amb el blau i el groc. La llum és el punt de partida del groc i la foscor ho és del blau. Blau i groc formen la base de tots els altres colors del cercle cromàtic. Per tant, si els colors són gradacions del contacte de la llum amb la foscor: el groc és la primera variació i el blau és la darrera, la més propera a l'ombra. La intensificació del groc i el brau genera els seus derivats i, per tant, la resta de colors en la roda cromàtica.
Newton va presentar una interpretació teòrica de l'experiment del prisma però Goethe va decidir explorar la imatge de l'espectre de colors col·locant un quadrat blanc sobre un fons negre en el lloc del sol rodó per tal que es projectés dos espectres de colors: un vermell i groc a un extrem i un de blau pastel i violeta a l'altre. Va observar que en la frontera horitzontal entre la llum i la foscor, naixien els colors i va anomenar a aquests dos espectres: colors fronterers. No obstant, el verd de l'espectre de Newton no apareixia. No obstant, si el quadrat era substituït per una barra, reduint així la distància entre llum i foscor, la franja que separa els colors fronterers era més petita, el groc i el blau es mesclaven i apareixia el color verd.
Newton va descobrir l'espectre de l'obscuritat i Goethe va afegir l'espectre de la llum, el qual està estructurat pels tres colors clars: cian, groc i magenta. L'espectre de la obscuritat és compon dels tres colors foscos: blau, verd i vermell. Goethe va incorporar tant l'espectre de la llum com el de la obscuritat a la seva roda de colors o cercle cromàtic. Com que el poeta associava coneixement amb harmonia la va anomenar roda de colors harmònica.
A diferència de la roda de color newtoniana dels 7 colors convencionals, el cercle de Goethe es crea a partir de l'agrupament de colors per parells, representa una innovació crucial per a la data, observem per primera vegada com els termes de complementarietat dels colors s'expressen en un sistema d’harmonia. I ho demostra portant a terme una roda de color amb un cert ordre natural, en el seu cercle va col·locar de forma oposada el blau, el vermell i el groc, i la combinació d’aquests al seu torn formen uns altres colors que els coneixem com a secundaris i terciaris. En resum la seva tesi es fonamenta en el fet que tots els colors neixen del gris, és a dir, la suma dels colors fan gris.
Johann Wolfgang von Goethe crea les bases i condicions per obrir la subjectivitat del color i estableix les dimensions psicològiques o sensacions que els colors transmeten i provoquen, a partir de construccions socials i culturals en les que ens trobem, no les qualitats físiques i químiques del pròpies color. I per tant, la seva empremta s'ha vist reflectida en la pròpia psicologia de l'escola de la psicologia de la Gestalt o en la història de la pintura en autors com Delacroix, Robert Delaunay o Kandinsky, el qual exposarà la seva teoria dels colors en el llibre De l'espiritual en l'art (en alemany, Über das Geistige in der Kunst). A més, pensadors com el filòsof austríac Rudolf Steiner seran influenciats per Goethe i quedarà reflectit en obres com La naturalesa dels colors o Goethe i la seva visió del món.

## Regularitats en els noms de colors

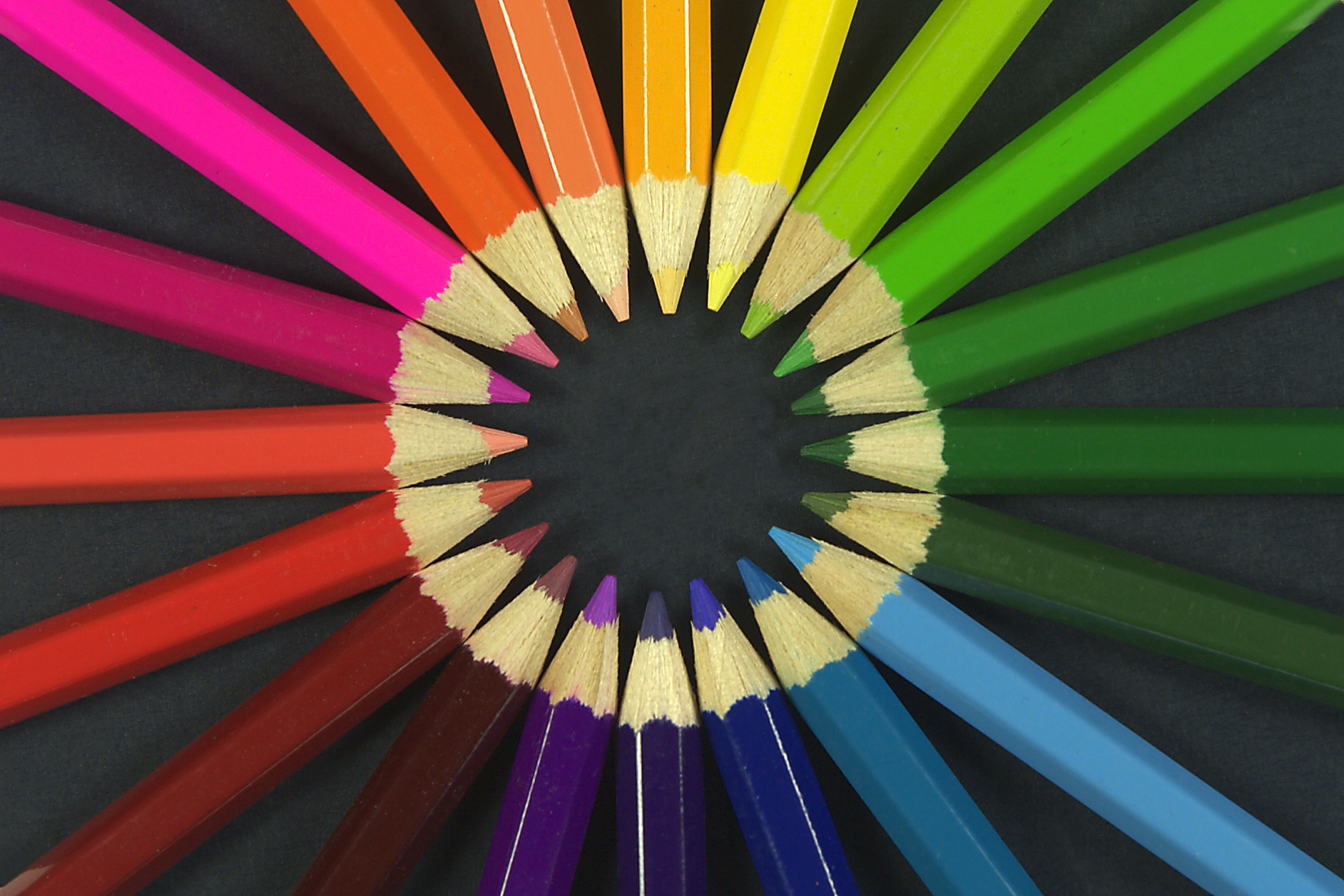
Llapis de colors

Els noms de els colors tenen una relació molt estreta amb la llengua i la cultura de cada zona. Hi ha llengües que tenen noms per a colors diferenciant-ne més o menys. Tot i així, hi ha una certa regularitat pel que fa als tons considerats bàsics (fins a onze termes bàsics de color): les cultures que només tenen dues paraules per als colors parlen de blanca-clara i fosca-negra. El següent en freqüència d'ús és el vermell i després un terme que signifiqui o bé blau o bé verd (en molts idiomes són un mateix color). Segueixen en freqüència marró i groc i completen els tons bàsics aquelles que són variants més clares o fosques dels primers: el rosa, el taronja, el grana i el gris. Després, apareix una distinció dins del blau per a separar el color del cel.
Els canvis entre cultures han portat a demanar-se per la naturalesa o filosofia del color, i com és que reben diferents noms si tots els éssers humans poden veure els mateixos tons. Segons la teoria de Sapir-Whorf, la codificació amb un nom diferent provoca la sensació subjectiva de veure diferents colors, mentre que encara que l'ull capti matisos de tonalitat, l'espectador afirma que veu un sol color si usa un sol nom per a referir-s'hi.
La llengua anglesa distingeix més colors que la llengua japonesa.